# Siège de Berwick (1333)
Vous lisez un « bon article » labellisé en 2023.
Pour les articles homonymes, voir Siège de Berwick.
Seconde guerre d'indépendance de l'Écosse
Batailles
Le siège de Berwick est un événement de la seconde guerre d'indépendance écossaise, qui a lieu entre mars et juillet 1333 et aboutit à la prise de la ville écossaise de Berwick-upon-Tweed par une armée anglaise commandée par le roi Édouard III.
La capture de cette ville frontalière stratégique est le premier objectif du roi d'Angleterre lors de son invasion de l'Écosse pour soutenir son prétendant au trône, Édouard Balliol, expulsé après s'être emparé de la couronne écossaise l'année précédente.
Une force d'avant-garde menée par Balliol assiège Berwick en mars avant d'être rejointe par le gros de l'armée anglaise, sous le commandement d'Édouard III. Une grande armée écossaise est cependant rassemblée pour délivrer la ville et tente en vain de manœuvrer pour contraindre les Anglais à abandonner le siège. Alors que Berwick est sur le point de se rendre après quatre mois, les Écossais se sentent obligés de livrer bataille à Halidon Hill le 19 juillet 1333. Ils subissent une défaite cuisante. Le lendemain, Berwick se rend, et Balliol est rétabli provisoirement sur le trône d'Écosse, non sans avoir cédé d'importants territoires au roi d'Angleterre et lui avoir rendu hommage.

## Contexte
La première guerre d'indépendance écossaise débute en mars 1296, lorsque Édouard Ier prend et saccage la ville frontalière écossaise de Berwick en prélude à son invasion de l'Écosse. Trente ans de guerre s'ensuivent, jusqu'à la défaite décisive des Anglais lors de la campagne de Weardale en 1327. Isabelle de France et Roger Mortimer, les régents du jeune Édouard III signent un an plus tard le traité d'Édimbourg-Northampton, qui reconnaît Robert Bruce en tant que roi d’Écosse. Cette paix, qualifiée de « paix des lâches » (turpis pax), est largement impopulaire en Angleterre. Certains nobles écossais, refusant de jurer fidélité à Robert Bruce, voient leurs terres confisquées et quittent l'Écosse pour se rallier à Édouard Balliol, fils du roi Jean Ier d'Écosse, qui avait été déposé par Édouard Ier en 1296. Ces nobles, principalement menés par Henri de Beaumont, forment le parti des « Déshérités ».
Cependant, Robert Bruce meurt en 1329, laissant le trône à un enfant de cinq ans, David II. En 1331, les « Déshérités » se réunissent dans le Yorshire pour préparer une invasion de l’Écosse. Malgré une neutralité affichée, Édouard III ne fait rien pour empêcher ces préparatifs : il exige simplement que Balliol n'envahisse pas l’Écosse par voie terrestre en partant de l'Angleterre. Une flotte quitte donc le Yorkshire le 31 juillet 1332 pour débarquer à Fife. Cette action n'est pas une surprise pour les Écossais, dont la défense a déjà été organisée par le régent de David II, Thomas Randolph. Mais ce soldat expérimenté meurt dix jours avant le départ des forces de Balliol,.
Cinq jours après son débarquement, Balliol et ses 2 000 hommes rencontrent une armée écossaise de 12 000 à 15 000 hommes et l'écrasent à la bataille de Dupplin Moor le 11 août 1332. Des milliers d'Écossais loyalistes sont tués, y compris une grande partie de la noblesse du royaume. Édouard Balliol est couronné roi d’Écosse à Scone — le lieu traditionnel de couronnement des monarques écossais — le 24 septembre 1332.  Presque immédiatement, il donne des terres écossaises à Édouard III pour une valeur de 2 000 livres, dont « la ville, le château et le comté de Berwick ». Ces concessions ainsi qu'un faible soutien en Écosse érodent très vite le pouvoir de Balliol. Quelques mois à peine après son couronnement il est pris dans une embuscade à Annan et obligé de fuir en Angleterre. Il fait alors appel à Édouard III pour reprendre son trône,.

## Préparatifs

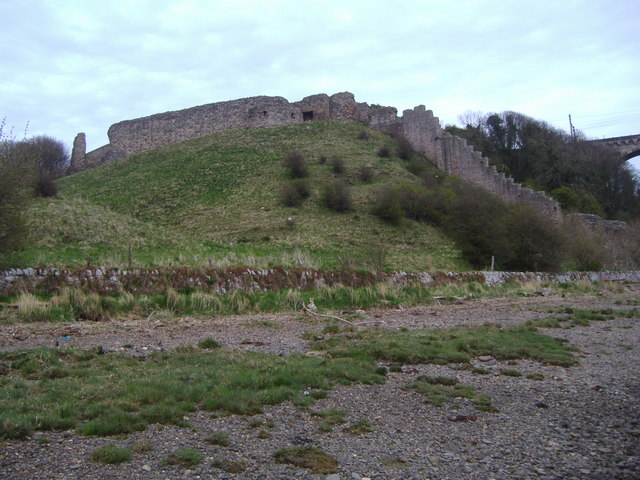
Une section des murs de la ville médiévale de Berwick.

Berwick-upon-Tweed, sur la côte britannique de la mer du Nord, se trouve à la frontière anglo-écossaise, à cheval sur la principale route d'invasion et de commerce dans les deux sens. Au Moyen Âge, c'est la porte d'entrée de l'Écosse vers la marche orientale anglaise.  Selon William Edington (en), évêque et chancelier d'Angleterre, Berwick est « si peuplée et d'une telle importance commerciale qu'on pourrait à juste titre l'appeler une autre Alexandrie ».  La cité est la plus prospère d'Écosse, en partie grâce à l'impôt sur la laine qui y est prélevé et qui est la principale source de revenus de la couronne écossaise. Cette importance stratégique primordiale en fait un enjeu au cours des nombreux conflits livrés au Moyen Âge sur cette frontière. Lors de la seconde guerre d'indépendance écossaise, elle n'est cependant écossaise que depuis environ un siècle et demi : Berwick a été vendue par Richard Cœur de Lion pour financer sa participation à la troisième croisade. Édouard Ier ouvre la première guerre d'indépendance écossaise en saccageant la ville en 1296, Robert Bruce la reprend en 1318 puis Édouard II tente sans succès de l'assiéger à nouveau l'année suivante.
Au début de 1333, l'atmosphère à la frontière est tendue : Édouard III abandonne toute prétention de neutralité, reconnaît Balliol comme roi d’Écosse et se prépare à la guerre.  Le parlement anglais se réunit à York et débat de la situation pendant cinq jours sans conclusion. Édouard III promet de discuter de la question avec le pape Jean XXII et le roi de France Philippe VI. Peut-être pour empêcher les Écossais de prendre l'initiative, l'Angleterre se prépare ouvertement à la guerre, tout en annonçant que c'est l'Écosse qui se prépare à envahir l'Angleterre,. En Écosse, Archibald Douglas prépare la défense, en qualité de  Gardien de l'Écosse. Il fait notamment rassembler des armes et des vivres à Berwick et nomme Alexander Seton gouverneur de la ville. Cette dernière est défendue par des murs en pierres construits après la capture de la ville par Édouard Ier et améliorés par les Écossais après 1318. Ces remparts s'étendent sur 3,2 km et font 1 m d'épaisseur pour 6,70 m de haut,. Des tours de 18 m parsèment les remparts, tandis que le sud-ouest de la ville est protégé par la Tweed, traversée par un unique pont en pierres protégé par une porte fortifiée. Le château de Berwick, situé à l'ouest, est séparé de la ville par un large fossé, ce qui en fait une deuxième forteresse indépendante. La place forte, bien approvisionnée et équipée, est donc parée à résister à un long siège lorsque les forces d'Édouard Balliol franchissent la frontière écossaise le 10 mars 1333.

## Siège

### Mise en place

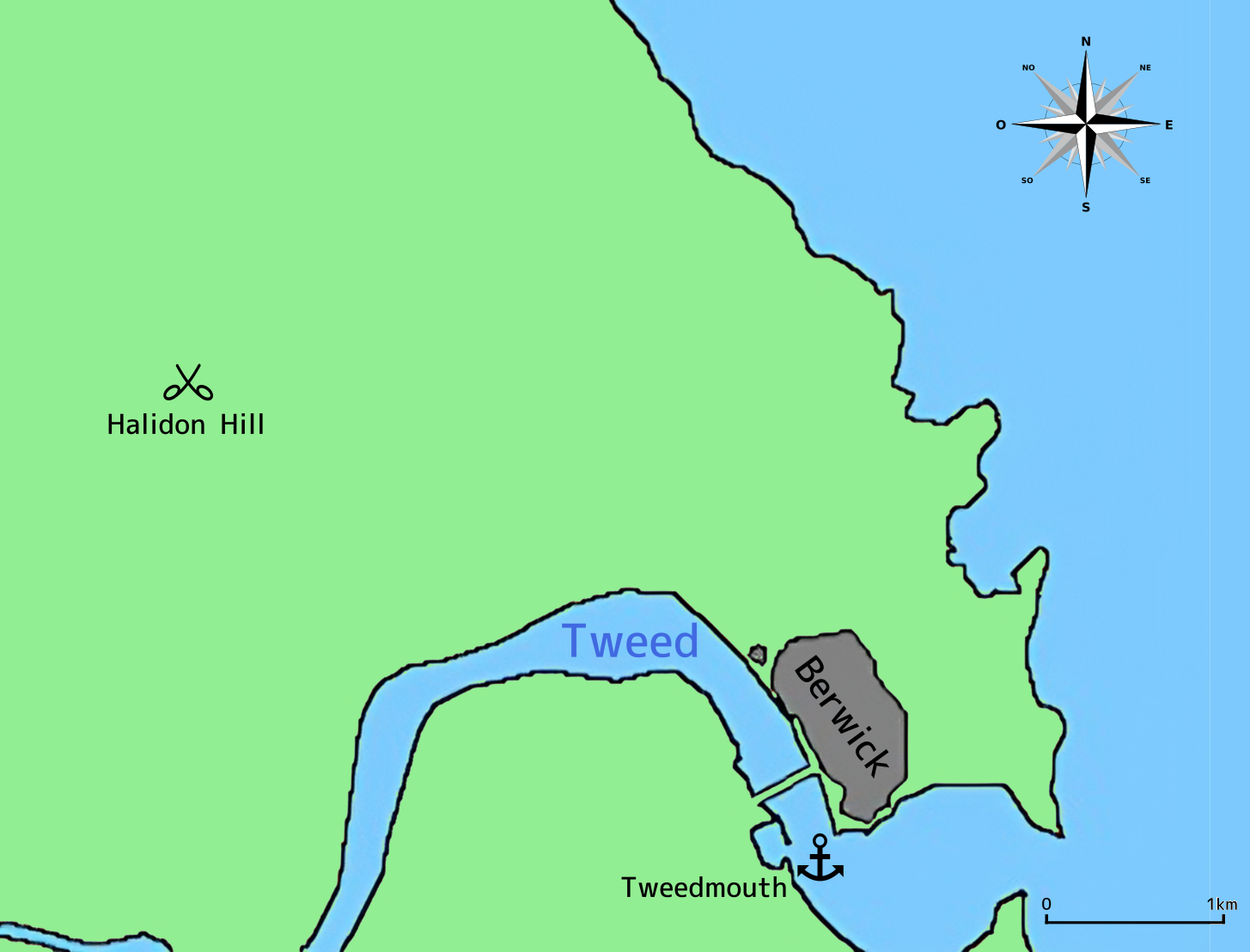
Situation de Berwick en 1333. Le château se trouve à l'ouest de la ville, en dehors des fortifications. Tweedmouth, le port de ravitaillement anglais est de l'autre côté de la Tweed, tandis que le champ de bataille de Halidon Hill est quelques kilomètres au nord-ouest.

Aussitôt la frontière franchie, Édouard Balliol brûle et pille tout sur son passage jusqu'à atteindre Berwick à la fin du mois de mars. Déjà isolée par la mer par la marine anglaise, la ville est maintenant isolée par la terre. Au cours du mois d'avril, Balliol met en place des tranchées et coupe l'approvisionnement en eau ainsi que les communications terrestres de Berwick,. 
Édouard III arrive à Berwick le 9 mai après avoir fait étape au château de Bamburgh, une trentaine de kilomètres au sud et y avoir laissé la reine Philippa. Ses troupes comprennent des soldats recrutés dans les marches galloises et les Midlands ainsi que des hommes originaires du nord de l'Angleterre, aguerris par les raids écossais. Les Anglais appliquent sur les environs de Berwick une politique de la terre brûlée, visant à la fois à ravitailler leur armée et à s'assurer que la garnison assiégée ne puisse pas se ravitailler, même en cas de levée du siège. 
L'armée est accompagnée d'artisans chargés de construire des engins de siège. Trente-sept maçons préparent également près de 700 projectiles en pierre pour le siège, qui sont transportés par mer depuis Hull le 16 mai. Édouard III prend aussi des dispositions pour que l'armée soit ravitaillée par mer via le petit port de Tweedmouth, sur la rive sud de la Tweed, en face de Berwick. 
Dans le camp écossais, Archibald Douglas n'essaye pas de lever rapidement le siège comme l'avait fait Robert Bruce en 1319. Au lieu de cela, il rassemble autant de troupes que possible, et lance des raids mineurs dans le Cumberland. Ces menaces sont trop faibles pour détourner Édouard III du siège de Berwick. Le roi d'Angleterre s'en sert cependant pour sa propagande, afin de présenter les Écossais comme une menace. 

### Assauts

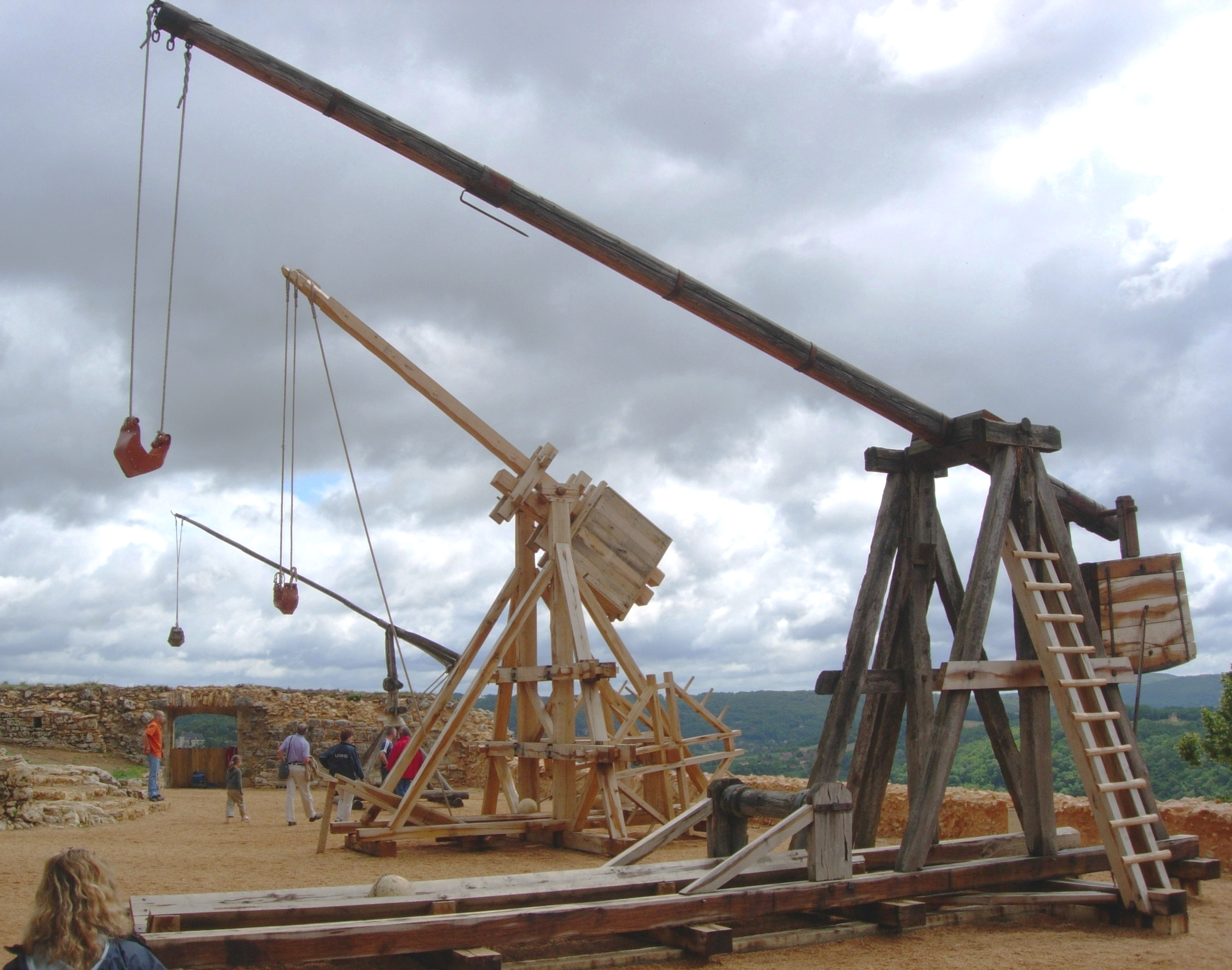
Reconstitutions modernes de trébuchets médiévaux au château de Castelnaud.

Avec l'arrivée d'Édouard III, l'assaut sur Berwick commence. Il est commandé par le soldat-marchand flamand John Crabbe. Ce dernier avait défendu Berwick contre les Anglais en 1319, avant d'être capturé en 1332 et de passer au service de l'Angleterre. Sous son commandement, les catapultes et trébuchets sont largement utilisés,. Les assiégeants emploient également très probablement des canons d'un type indéterminé, faisant de Berwick la première ville des îles britanniques à être bombardée par des armes à feu selon l'historien Ranald Nicholson. Ces armes causent de gros dégâts dans la ville, endommageant gravement une église, le château et plusieurs tours entre autres. Forcer la ville à se rendre en l'affamant et en la bombardant semble avoir été l'objectif d'Édouard III à Berwick.
Les Anglais lancent cependant le 27 juin un assaut par terre et par mer. Les défenseurs tentent de jeter des fagots enflammés imbibés de goudron sur les navires anglais collés aux murs. Toutefois, cet affrontement tourne à la catastrophe pour les assiégés puisque les fagots déclenchent un incendie qui ravage la ville, et que William Seton, un fils du gouverneur de la ville, est tué au combat. L'ampleur des destructions dans Berwick pousse Alexander Seton à demander une trêve à Édouard III,. Celle-ci lui est accordée, mais à la condition qu'il se rende à son échéance le 11 juillet si aucune armée écossaise n'est venue le libérer ou le renforcer à cette date. En garantie, Seton livre douze otages à Édouard III, dont Thomas, son propre fils,.

### Tentatives de libération
Ranald Nicholson considère que la libération de Berwick relève d'un devoir d'honneur pour Archibald Douglas, en sa qualité de gardien de l’Écosse. En outre, ce dernier est en position de force, puisque son armée est forte de près de 20 000 hommes, contre 10 000 pour celle d'Édouard III. Le 11 juillet 1333, il prend et détruit le petit port de Tweedmouth, qui servait au ravitaillement des assiégeants, sans que le roi d'Angleterre ne réagisse. Une troupe de 200 cavaliers écossais emmenés par William Prendergast (en) réussit également à rentrer dans Berwick par le pont, malgré quelques difficultés. Après ces deux opérations, Douglas considère le siège comme brisé et invite Édouard III à partir, sans quoi il menace de ravager l'Angleterre avec son armée. En considérant que les 200 cavaliers constituent les renforts mentionnés dans la trêve conclue fin juin, Alexander Seton fait également savoir qu'il ne se rendra pas. Édouard III, lui, fait une lecture différente des clauses de la trêve : selon lui, les troupes de libération mentionnées dans l'accord devaient venir d'Écosse. Or, les cavaliers sont venus du sud, en passant par le territoire anglais. Considérant l'accord violé, le roi d'Angleterre fait édifier une potence en face des murs de Berwick et pend le jeune Thomas Seton sous les yeux de ses parents. Il donne ensuite des instructions pour pendre deux otages chaque jour jusqu'à ce que la ville se rende.
Une nouvelle trêve est conclue le 15 juillet, prévoyant la reddition de Berwick si la garnison n'est pas à nouveau renforcée avant le 19. La trêve prévoit que Berwick soit « rendue au sol et au droit anglais » (c'est-à-dire annexée), mais les habitants doivent être autorisés à partir avec leurs biens, sous le couvert d'un sauf-conduit d'Édouard III, comme tous les membres de la garnison. Les conditions qui annuleraient cette trêve sont définies dans le texte à travers trois cas de figure : 200 hommes d'armes écossais au moins qui réussiraient à se frayer un chemin jusqu'à Berwick, l'armée écossaise qui forcerait le passage à travers un tronçon spécifique de la rivière Tweed ou la défaite de l'armée anglaise dans une bataille rangée sur le sol écossais. 

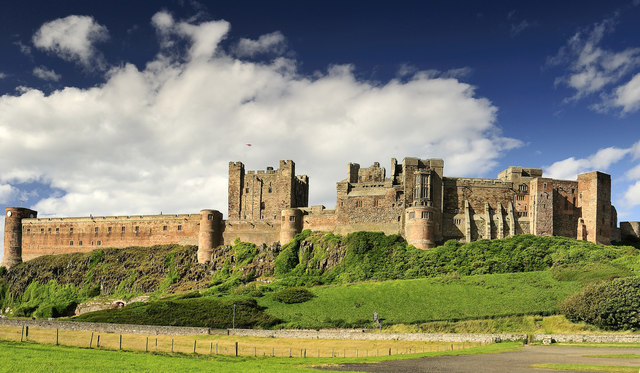
Le château de Bamburgh.

Après la destruction de Tweedmouth, Archibald Douglas quitte Berwick pour aller assiéger le château de Bamburgh, à une trentaine de kilomètres plus au sud. C'est là qu'Édouard III a laissé la reine Philippa au début de sa campagne. L'Écossais espère ainsi pousser Édouard III à rompre le siège de Berwick comme l'avait fait Édouard II en 1319 lorsqu'une armée écossaise avait marché sur York pour capturer Isabelle de France. Cependant, quelles que soient les inquiétudes d'Édouard III pour sa reine, il ignore la menace contre Bamburgh,. Les Écossais n'ont de toute façon pas de matériel de siège pour prendre rapidement le château, et doivent se contenter de dévaster la campagne autour de Bamburgh, toujours sans entraîner de réaction de la part d'Édouard III. 
Ce dernier positionne cependant une partie de son armée sur Halidon Hill, une colline d'environ 180 m située à 3 km de Berwick. De là, il peut observer à la fois la ville et les environs, pour empêcher toute tentative écossaise de traverser la Tweed ou d'entrer dans Berwick. Après l'échec de ses diverses manœuvres, Archibald Douglas se résout à attaquer frontalement l'armée anglaise. Pour cela, il traverse la Tweed à l'ouest de Berwick et atteint la ville de Duns, à 24 km de Berwick, le 18 juillet 1333. Le lendemain, il s'approche de Halidon Hill par le nord-ouest pour livrer bataille. 

### Bataille de Halidon Hill
Édouard III sépare en deux son armée, de manière à affronter les Écossais sur la colline tout en maintenant une force proche de Berwick pour éviter toute sortie de la garnison. Selon certains témoignages, c'est une proportion importante de l'armée anglaise qui reste devant les murs de la ville,.

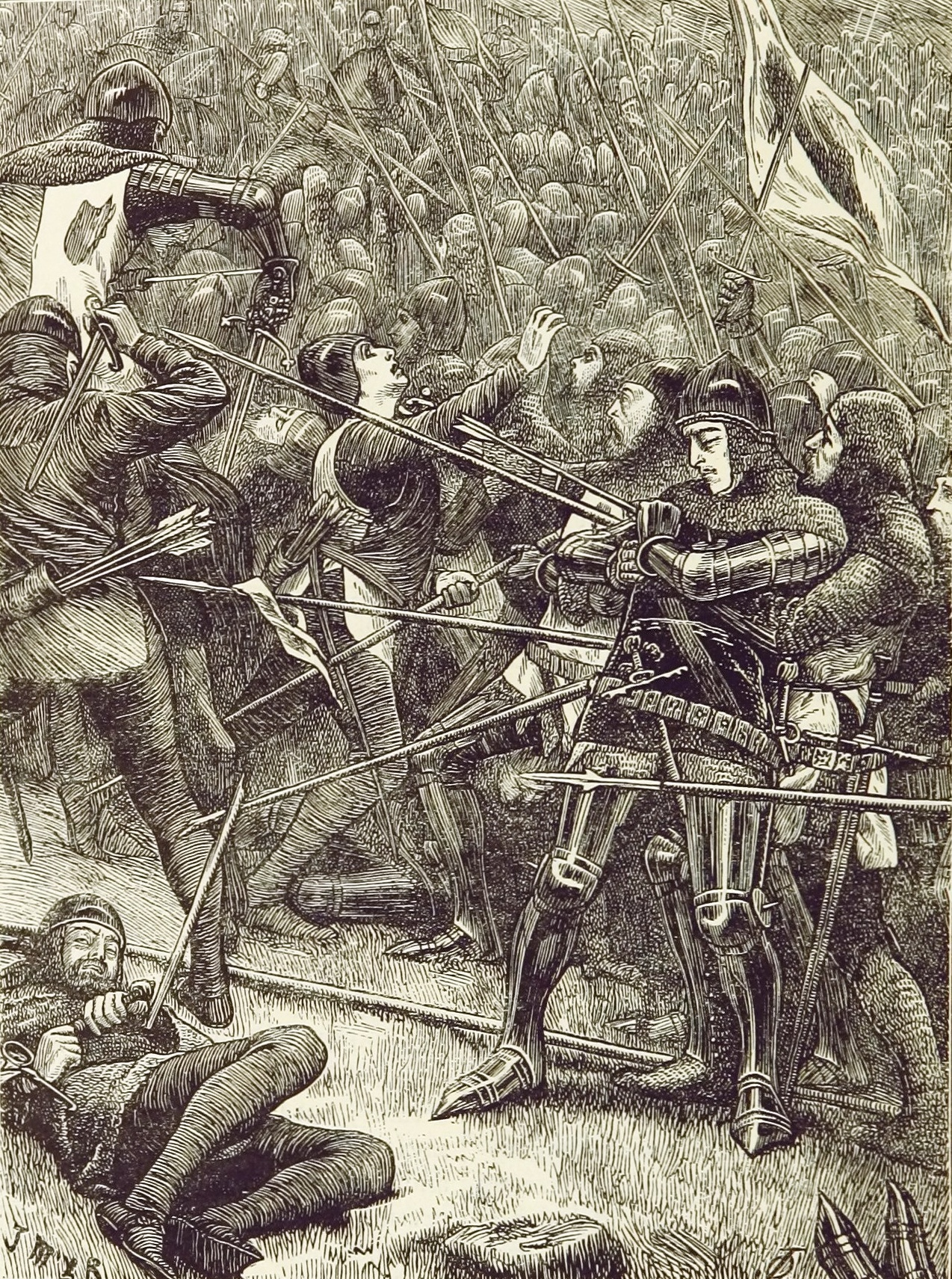
Charge des Écossais à la bataille de Halidon Hill (représentation publiée en 1873).

L'engagement des Écossais dans la bataille se fait avec un très net désavantage : pour atteindre les lignes anglaises, ils doivent descendre une colline, puis traverser à découvert une vaste zone marécageuse,. Or, la bataille de Dupplin Moor l'année précédente avait montré la vulnérabilité écossaise face aux arcs longs anglais.
Archibald Douglas est conscient de toute cela, mais temporiser à ce moment voudrait dire perdre Berwick à coup sûr, ce qui est inacceptable pour lui,. Il lance donc la bataille vers midi le 19 juillet 1333. La Chronique de Lanercost fait le récit du désastre qui s'ensuit :

« les Écossais qui marchaient en tête étaient tellement blessés au visage et aveuglés par la multitude de flèches anglaises qu'ils ne purent s'en empêcher et commencèrent bientôt à détourner leurs visages des impacts des flèches et à tomber. »

Malgré de très lourdes pertes, les Écossais continuent à avancer sous un déluge de flèches si dense qu'elles ressemblent à « des particules dans un rayon de soleil » selon un témoignage contemporain anonyme cité par Ranald Nicholson. Une fois arrivée au contact des lances anglaises, l'armée écossaise se débande et prend la fuite, pourchassée par des chevaliers anglais. Les victimes écossaises se comptent par milliers, et l'on retrouve parmi elles Archibald Douglas lui-même, ainsi que cinq comtes. Une centaine de prisonniers sont capturés malgré les ordres d'Édouard III de ne pas faire de quartier : ils seront tous décapités le lendemain matin. Après cette dernière série d'exécutions, Alexander Seton capitule et remet Berwick à Édouard III en vertu des modalités de la trêve conclue le 15 juillet,.

## Conséquences

En rouge foncé, les territoires cédés par Balliol aux Anglais.

Après la capitulation de Berwick, Édouard III nomme Henry de Percy pour l'administrer. Considérant avoir accompli son travail en soutien à Édouard Balliol (et à court d'argent), Édouard III regagne le sud. En 1334, Balliol rend hommage au roi d'Angleterre pour l'Écosse et lui donne huit comtés du sud-est de l'Écosse, dont le Berwickshire. Édouard Balliol gouverne alors depuis Perth un royaume d'Écosse amputé d'importants territoires, et reçoit l'hommage d'Alexander Seton. Toutefois, il ne réussit jamais à se stabiliser sur le trône d'Écosse.
Malgré cela, Berwick reste le quartier général militaire et politique des Anglais à la frontière avec l'Écosse, restant une « pomme de discorde tout au long du Moyen Âge » selon Clifford Rogers. En 1461, la ville est restituée aux Écossais par Henri VI, avant d'être reprise définitivement par Richard III en 1482.